# ERDÉRT
Az ERDÉRT illetve előde a FÜRFA 1951-ben az államosításra került erdők, faipari vállalatok és a faanyagot felhasználó vállalatok – többek között az építőipar és bútoripar – egységes magyar szabvány szerinti ellátására alakult. A későbbiekben nemcsak fakereskedelmi tevékenységet látott el, hanem faanyag-gazdálkodással is foglalkozott. Megalakulása (1951) óta 100%-ban magyar tulajdonban lévő faanyag kereskedelmi vállalkozás. Nemzetközi kereskedelmi hálózattal, stabil beszállítói háttérrel, valamint hazai és külföldi termelő bázisokkal rendelkezik.

## Termékei
Termékszerkezetében uralkodó helyet foglalnak el a fenyő termékek – azon belül is a különféle fűrészáruk – és a lap-lemez termékek. Nagyságrendben ezt követik a saját gyártású hajópadló, lambéria és faházborító elemeik, majd a lombos áruk. Állandóan növekszik az úgynevezett egyéb termékek részesedése, ami a termékkínálat bővüléséből ered, tükrözve a piaci igények mind szélesebb kielégítésére való törekvést.

## Működése
Alapvetően kereskedelmi cég, de gyártó tevékenységük is van. Tuzséron található fűrészüzemük, valamint az Oroszországban és Ukrajnában van vegyesvállalatuk. Az értékesítéshez az árualapot döntően importból szerzik be, ezen belül a meghatározó fenyőrönköt és fűrészárut nagyobbrészt Oroszországból, kisebb hányadban Fehéroroszországból, Szlovákiából, Ukrajnából és Romániából. A lombos fűrészáru főbb szállítói a hazai erdőgazdaságok. A lap-lemez termékek közül a faforgácslapokat és OSB-lapokat belföldről, a farostlemezt részben belföldről, valamint orosz, román és ukrán importból, a rétegelt lemezeket orosz, román, fehérorosz és indonéz importból, egyes lap-lemezféleségeket pedig nyugati importból biztosítják. Az értékesített termékek nagy része belföldön talál gazdára, főbb vevőik a nagyobb építőipari, épületasztalos-ipari, bútoripari vállalkozások, valamint a kisebb bútorgyártók, burkolóanyag-gyártók, építési vállalkozók, belsőépítészek és viszonteladók. Főbb exportpiacaik: Ausztria, Németország, Olaszország, Hollandia, Görögország.

## Kereskedelmi hálózata
Országos kereskedelmi hálózattal rendelkezik, 3 facentrumuk – melyek elsősorban kiskereskedelmi egységekként működnek – (Budakeszi, Debrecen és Békéscsaba) és Tuzséri központjuk, valamint fűrészüzemük több, mint 100 viszonteladót szolgál kis hazánkban.
A cég környezetvédelmi és minőségpolitikáját igazolják a különböző hazai és nemzetközi tanúsítványok és az ERDÉRT minőségi osztályozás is. Az termékeiken használt FSC jelölés bizonyítja, hogy az alapanyag minősített, a jövőre is gondoló, ún. tartamosan kezelt erdőből származik.

## A cég története

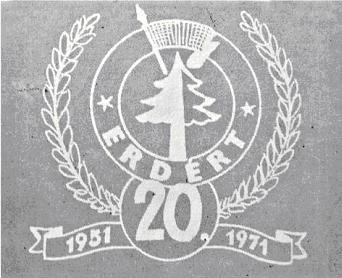
Az ERDÉRT Zrt. 20 éves jubileumi logoja

Az 1949-ben végrehajtott teljes körű államosítások szükségessé tették a faértékesítés állami szervezetének kialakítását is. Az első átmeneti megoldások után 1951. július 1-jén alakult meg a fa-nagykereskedelem központi szervezete. Akkori néven Fűrészeltfa Értékesítő Vállalat (FÜRFA), ez volt az ERDÉRT jogelődje. 1953-tól a megnövekedett, hatalmas feladatoknak megfelelően a vállalat neve is megváltozott, s mint Erdőgazdasági és Faipari Értékesítő és Készletező Vállalat folytatta széles körű tevékenységét, amely az egész hazai iparifa termelés és a teljes faimport nagykereskedelmi forgalmazását jelentette.
Induláskor a vállalat létszáma mintegy 700 fő volt, mely a gyors növekedésnek és alulgépesítettségnek köszönhetően a hetvenes években meghaladta a 6.000 főt.
Egészen a rendszerváltásig az ERDÉRT feladata és kötelessége volt a fagazdaságban a piaci egyensúly biztosítása és a készletezésnek olyan üzletpolitikai megoldásokat kellett folytatni, ami a termelők munkájának biztos hátterét nyújtsa.
1957-ben indult a Tuzséri telep. A beruházási munkák 1962-ig tartottak. Célja a Szovjetunióból beérkező teljes famennyiség fogadása, kezelése és szükséges feldolgozása. 1968-tól már Közép-Európa legnagyobb fatelepe működött Tuzséron, mintegy 62 hektáron. A telepen 8 km rakodóút, valamint 28 km vágányhálózat állt rendelkezésre. Három ERDÉRT telep (Tuzsér-Vásárosnamény-Mátészalka) évente mintegy 1.000.000 m3 fűrészárut, és ugyancsak 1.500.000 m3 nagyságrendű hengeres faféleséget importált a Szovjetunióból.
Árbevételt tekintve cégszinten, az induláskori (1951) mintegy 700 milliós bevételt gyorsan növelte, s már 1957-ben elérte az 1 milliárd forintot, majd 1970-ben már 6,6 milliárd forint volt. Ekkor már 16 teleppel és hatalmas központi szervezettel rendelkezett a cég.
Érdemes megjegyezni, hogy az ERDÉRT faháztermelő és értékesítő szervezete világszínvonalon végezte munkáját, melyet 1965-ben kezdett meg (ERDÉRT faházak megtalálhatók Kölntől Moszkváig számos településen). Más források szerint 1968-tól kezdte gyártani a vállalat a könnyen felismerhető, jellegzetes ERDÉRT faház típusokat. (16-63 négyzetméter közötti alapterülettel, emeletes és földszintes, további extraként teraszos változatban is, zsaluval árnyékolható ablakokkal stb.)
A cég nagy szerepet vállalt a hazai farost és faforgácslap gyártás területén. A Mohácsi Farostlemezgyár fejlesztésében például szerves része volt, hiszen több százmillió forintos vállalati fejlesztési összeget bocsátott az új létesítmények számára. A vásárosnaményi faforgácslap-gyár pedig az ERDÉRT vállalat egyik telepe volt.
Fenyő fűrészáru máglyatér a régi budapesti (pestszentlőrinci) 11-es telepen (Auchan áruházat terveznek építeni a helyére).

## Jelenlegi adatok
Az Erdért Zrt. felügyelö bizottsága 2012.06.06-án a cég felszámolásáról döntött.
Az ERDÉRT márkanevet – jogilag és gyakorlatilag – a 2008-ban alakult ERDÉRT-Tuzsér Faipari Zrt. birtokolja. A Tuzséron lévő faipari üzem Magyarország legnagyobb fenyő fűrészáru termelő üzeme. Telephelyei a Budakeszin illetve Debrecenben lévő ERDÉRT telepek is.